# Черняков, Алексей Григорьевич
Алексе́й Григо́рьевич Черняко́в (17 мая 1955 — 14 июля 2010) — советский и российский учёный, философ и математик, один из лидеров возрождения философского образования в России. Был профессором ряда высших учебных заведений Санкт-Петербурга: Института «Высшая религиозно-философская школа», Русской христианской гуманитарной академии, Смольного института свободных искусств и наук. Кандидат физико-математических наук, доктор философских наук. Доктор философии Амстердамского свободного университета.

## Биография
В 1976 году окончил математико-механический факультет Санкт-Петербургского университета, занимался теоретическими и прикладными вопросами математики, публиковал свои работы в отечественных и зарубежных крупных математических журналах, работал в математическом отделе, возглавляемом профессором Н. Н. Воробьёвым в Институте социально-экономических проблем РАН, где в 1980 году защитил кандидатскую диссертацию по физико-математическим наукам под руководством профессора А. М. Вершика. Всегда чуткий к слову и языку, А. Г. Черняков изучал иностранные языки во время учёбы в университете и затем дополнительно посещал занятия древнегреческого, латыни, санскрита у лучших педагогов Санкт-Петербургского университета А. К. Гаврилова, С. А. Тахтаджяна, Т. Е. Катениной. Работа как с современными европейскими (английским, немецким, французским), так и древними языками была одной из любимейших и весьма пригодилась Алексею Григорьевичу впоследствии, когда он занялся переводами классических богословских и философских текстов.
Алексей Черняков являлся членом-основателем Санкт-Петербургского союза учёных, независимой неправительственной организации, объединяющей более 900 членов — учёных-исследователей, преподавателей вузов, сотрудников архивов и музеев, правительственных структур и коммерческих фирм. В 1990 году вместе с Н. А. Печерской стал одним из основателей нового, негосударственного образовательного института «Высшей религиозно-философской школы» в Санкт-Петербурге, учреждённого Санкт-Петербургским союзом учёных. Со временем Алексей Григорьевич возглавил кафедру философии в ВРФШ и стал проректором по научной работе этого института.
Институт предоставил возможность А. Г. Чернякову совершенствоваться в философии за рубежом, сначала в Англии, а затем в Нидерландах. Он прошёл научную стажировку в университетах Кембриджа и Амстердама, где помимо работы в библиотеках читал ряд лекционных курсов. Его научная компетенция в философии росла вместе с его выступлениями и докладами на научных семинарах, международных конференциях, участием в дискуссиях с видными философами. Его оппонентами в разное время были такие учёные, как логик Тимоти Смайли, специалист по античной философии Майлс Барнеет, основатель деконструкции Жак Деррида, герменевт и онтолог Patrick Heelan, Отто Пёггелер, феноменологи Jitendra Nath Mohanty, Theodor de Boer, Rudolf Bernet, Клаус Хельд.
В 2001 году в Амстердамском свободном университете он получил степень доктора философии по результатам защиты диссертации. Поскольку в России требовалась нострификация диплома, Черняков в 2003 году в Российском государственном гуманитарном университете защитил диссертацию на соискание учёной степени доктора философских наук по теме «Время и бытие в философии Аристотеля, Гуссерля и Хайдеггера».
Широта научных поисков А. Г. Чернякова отобразилась в интересе ко всем областям в истории философии. Как отмечают коллеги, работая в этом едином историко-философском пространстве, Алексей Григорьевич предлагал не ограничиваться «мейнстримами», но включать в научный оборот, исследовать по крупицам то, что традиционно оказывалось на периферии внимания (фрагменты Демокрита, стоиков, эпикурейцев и т. п.), причём работать с вновь прорабатываемым материалом междисциплинарно — философски, филологически, исторически, используя возможности различных наук и адаптируя дискуссии к различным аудиториям (в чём, кстати, он видел важное назначение философии в наши дни).
Активный участник петербургской группы по переводу и публикации текстов Мартина Хайдеггера, принимавшей участие в международном проекте — «Разработка концепций перевода немецкой философской классики XX века (Гуссерль и Хайдеггер)», осуществляемого с 1995 года в рамках программы INTAS.
Одной из основных тем его философских поисков была разработка проблемы тождества математики и онтологии, в последнее время он работал на стыке современной философии и новейшей математики, пытаясь соединить свои интересы молодых и зрелых лет. Значительное влияние на формирование и разработку этой концепции оказали работы Алена Бадью «Бытие и событие» и «Логики миров», по которым Черняков проводил специальные текстологические семинары, рассчитанные не только на философскую публику, но и на математическое сообщество.
Лично мотивированная необходимость Чернякова проследить и выявить взаимосвязь между этической позицией мыслителя, обстоятельствами его жизнедеятельности в разных сферах социального бытия и характером онтологической концепции актуализировали значение этических идей Эммануэля Левинаса.
В 2009—2010 годах читал лекции в Русской христианской гуманитарной академии и Математическом институте им. В. А. Стеклова, Смольном институте в Санкт-Петербурге, где вёл семинары на стыке современной философии и математики.
Как отмечает М. С. Уваров, уровень переводов (и понимания) М. Хайдеггера, продемонстрированный А. Г. Черняковым, может служить высочайшей планкой для его последователей. Цикл его семинаров последних лет, посвящённый, в частности, не переведённым на русский язык текстам А. Бадью, вряд ли имеют аналог в современной российской философии. Вообще, безукоризненность — это основное качество, которое отличало А. Г. Чернякова.
Скоропостижно скончался 14 июля 2010 года от инсульта. Похоронен на Ковалёвском кладбище Санкт-Петербурга.

### Математика
- Черняков А. Г. Один пример 32-мерной чётной унимодулярной решетки // Записки научных семинаров ЛОМИ. Т. 86. — 1979. — С. 170—179.
- Chernyakov A.G. An example of a 32-dimensional even unimodular lattice // Journal of Soviet Mathematics November 5, 1981. Vol. 17. Issue 4. — pp. 2068—2075.
- Печерская Н. А., Черняков А. Г. О дифференцируемости некоторых многозначных отображений на группах Ли // Математические заметки. Т. 48. Вып. 2. — 1990. — С. 83-92.
- Pecherskaya N.A., Chernyakov A.G. Differentiation of certain multi-valued mappings on Lie groups // Mathematical notes of the Academy of Sciences of the USSR. August 1990. Vol. 48. Issue 2. — pp. 772—777.

### Философия
- Черняков А. Г. Онтология времени. Время и бытие в философии Аристотеля, Гуссерля и Хайдеггера. — СПб.: Высшая религиозно-философская школа, 2001. ISBN 5-900291-21-9
- Черняков А. Г. Начала хронологии // Труды Высшей религиозно-философской школы. Т.1 (1992): Патрология. Философия. Герменевтика. С. 43-88.
- Черняков А. Г. Онтологическая дифференция и темпоральность // Вопросы философии. — 1997. — № 6. — С. 136—151.
- Черняков А. Г. Стрекало вопроса (вместо предисловия) // Хайдеггер М. Введение в метафизику / Пер. с нем. Н. О. Гучинской. — СПб.: Высшая религиозно-философская школа, 1998. — С. 15-84. ISBN 5-900291-10-3
- Черняков А. Г. В поисках утраченного субъекта // Метафизические исследования. Выпуск 6. Сознание. Альманах Лаборатории Метафизических Исследований при Философском факультете СПбГУ, 1998. C. 11-38. ISBN 5-89329-086-8
- Черняков А. Г. Учение Суареса о сущности и существовании в интерпретации Мартина Хайдеггера // Verbum. Альманах центра изучения средневековой культуры. Вып. I. Франсиско Суарес и европейская культура XVI—XVII веков. — СПб.: Изд-во Санкт-Петербургского философского общества, 1999. — С. 25-43. ISBN 5-89329-044-5
- Черняков А. Г. Бог без бытия у Дионисия Ареопагита и странствия рефлексии // Труды Высшей религиозно философской школы. Т.5: Богословие. Философия. Литература. СПб.: Изд-во ВРФШ, 2000. — С. 105—140.
- Черняков А. Г. Феномен и его свидетель // Исследования по феноменологии и философской герменевтике. — Мн.: ЕГУ. 2001. — С. 68-85. ISBN 985-6614-36-8
- Черняков А. Г. Самопроживание и самосознание: Аристотель, Дильтей, Хайдеггер // Герменевтика. Психология. История. Вильгельм Дильтей и современная философия. Материалы научной конференции РГГУ. Под ред. Н. С. Плотникова. — М.: Три квадрата. — 2002. — С. 31-46. ISBN 5-94607-017-7
- Черняков А. Г. Черный квадрат. О книге Н. В. Мотрошиловой «„Идеи І“ Эдмунда Гуссерля как введение в феноменологию» // Вопросы философии. — 2004. — № 2. — С. 160—176.
- Черняков А. Г. Хайдеггер и греки // Мартин Хайдеггер: Сборник статей / Подгот. Д. Ю. Дорофеев. — СПб.: Изд-во РХГИ, 2004. — С. 218—252. ISBN 5-88812-115-X
- Черняков А. Г. Феноменология как строгая наука? Парадоксы «последнего обоснования» // Историко-философский ежегодник’2004 / Ин-т философии РАН. — М.: Наука, 2005. — С. 360—400.
- Черняков А. Г. Хайдеггер и «русские вопросы» // Историко-философский ежегодник’2006 / Ин-т философии РАН. — М.: Наука, 2006. — С. 305—319.
- Черняков А. Г. Хайдеггер и персонализм русского богословия // Персональность. Язык философии в русско-немецком диалоге [Научный сборник]. / Под ред. Н. С. Плотникова и А. Хаардта при участии В. И. Молчанова. — М.: Модест Колеров, 2007. — С. 139—148. ISBN 978-5-91150-018-4
- Черняков А. Г. В поисках основания онтологии: субъект или ипостась? // Ежегодник по феноменологической философии. Т. 1, 2008. — М., РГГУ. — С. 237—261. ISBN 978-5-7281-1021-7
- Черняков А. Г. Онтология и хронология // Современная онтология III. Категория взаимодействия. — СПб.: Изд-во СПбГУ, 2009. — С. 63-70.
- Черняков А. Г. Онтология как математика: Гуссерль, Бадью, Плотин // Сущность и слово. Сборник научных статей к юбилею проф. Н. В. Мотрошиловой. — М.: Феноменология-Герменевтика, 2009. — С. 420—441. ISBN 978-5-94478-004-5 (ошибоч.)
- Черняков А. Г. Язык по ту сторону сущности: Левинас и Горгий // Фактичность и событие мысли. Сборник философских работ, посвященный 70-летию академика А. А. Михайлова. — Вильнюс: ЕГУ, 2009. — С. 130—143. ISBN 978-9955-773-28-3
- Alexei Chernyakov. The Ontology of Time. Being and Time in the Philosophies of Aristotle, Husserl and Heidegger. — Phaenomenologica 163, Kluwer Academic Publishers, 2002. ISBN 978-90-481-6049-5 — Английский вариант книги «Онтология времени. Время и бытие в философии Аристотеля, Гуссерля и Хайдеггера».
- Chernyakov A.G. Husserl’s «Genealogy of Logic», Space-Constitution, and Noetic Geometry // Recherches husserliennes, vol. 7, 1997. — pp. 61-85.
- Chernyakov A.G. Das Schicksal des Subjektbegriffs in «Sein und Zeit» // Reihe der Österreichischen Gesellschaft für Phänomenologie, Bd. 3 (1999): Siebzig Jahre «Sein und Zeit», hrsg. v. H. Vetter, S. 175—188. ISBN 978-3-631-34128-5
- Alexei Chernyakov. Mathematics as a Formal Ontology: The Hermeneutical Dimensions of Natural Sciences and Eastern Patristics // Global Perspectives on Science and Spirituality (ed. Pranab Das) — The Templeton Press, 2009. — pp. 165—178. ISBN 978-1-59947-361-1

### Переводы
- Хайдеггер М. Основные проблемы феноменологии / Пер. А. Г. Чернякова. — СПб.: Высшая религиозно-философская школа, 2001. ISBN 5-900291-19-7